# آرثر دينارو
اللواء آرثر جورج دينارو (بالإنجليزية: Arthur George Denaro)‏ (ولد في 23 مارس 1948) ضابط سابق في الجيش البريطاني. قاد فوج حرس الملكة الملكي الايرلندي خلال حرب الخليج الثانية ثم أصبح فيما بعد مدير أكاديمية ساندهيرست العسكرية الملكية. قاد قائد فرقة المشاة الخامسة في الفترة من 2000 إلى 2003. كان صاحب أعلى رتبة عسكرية لضابط مولود خارج بريطانيا في الجيش البريطاني في ذلك الوقت.

## النشأة
ولد دينارو في سونجي باتاني في مالايا في 23 مارس 1948 وترعرع في مقاطعة دونيجال في جمهورية ايرلندا. دينارو ابن العميد الراحل جورج تانكرد دينارو وفرانشيسكا فيوليت (بيغي) دينارو (سابقا غارنيت). تلقى تعليمه في مدرسة دونزيد في ستراتون-أون-ذي-فوس، سومرست، إنكلترا.

## السيرة العسكرية

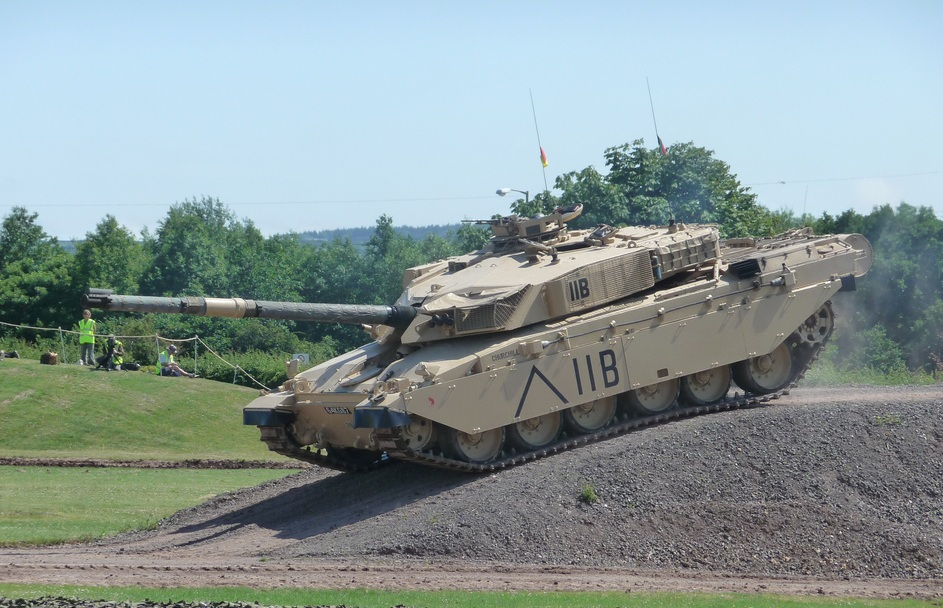
الدبابة تشالنجر 1 "تشرشل" المحفوظة في متحف بوفينجتون للدبابات.

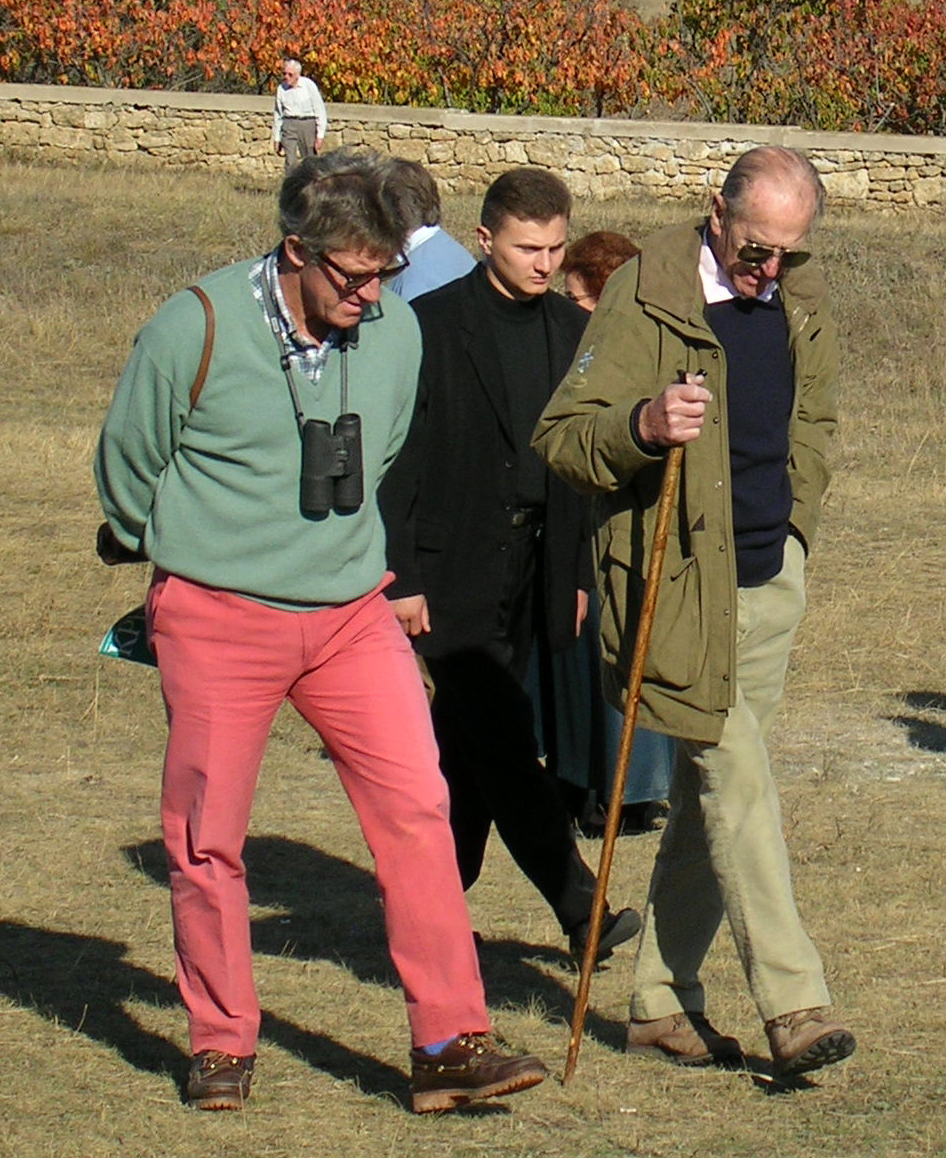
اللواء آرثر دينارو مع فيليب دوق إدنبرة.

كلف دينارو في حرس الملكة الملكي الايرلندي برتبة بوق في 2 أغسطس 1968. تم ترقيته إلى ملازم أول في 2 فبراير 1970 ثم إلى نقيب في 2 أغسطس 1974 ثم إلى رائد في 30 سبتمبر 1980. لا يعرف سوى القليل عن حياته العسكرية المبكرة لكن تقارير وسائل الإعلام تشير إلى أنه كان يعمل في عمليات سرية مع القوة الجوية الخاصة. تأكيد من هذا هو من قبل الجنرال نفسه في كتاب هيو ماكمانرز.
خلال حرب الخليج الثانية قاد فوجه إلى هجوم بريطاني مأساوي وبسرعة مذهلة على الجانب الأيمن من العراق لقطع خط التراجع. تم الحفاظ على الدبابة القتالية تشالنجر 1 في متحف دبابات بوفينغتون بألوانها الصحراوية وكسوتها الايرلندية. خلد كل من دينارو ودبابته في لوحة تيرينس كونيو «طريق البصرة» الموجودة في متحف فرسان الملكة الملكية في آثلون كاسيرن في سينلاجر. في عام 1992 تم تعيينه قائد اللواء المدرع 33 وفي وقت لاحق من ذلك العام أصبح قائد اللواء المدرع 20. في الفترة من عام 1994 إلى عام 1995 عمل في مقر قوة الأمم المتحدة للحماية في جمهورية يوغوسلافيا الاشتراكية الاتحادية كرئيس أركان قوة الأمم المتحدة للحماية في البوسنة والهرسك قبل قيادة القوات البريطانية في قبرص من عام 1995 إلى عام 1996. كان رئيس الدعم القتالي لفيلق رد الفعل السريع المتحالف في ألمانيا من 1996 إلى 1997. أصبح مستشارا للشرق الأوسط لوزير الدولة للدفاع في عام 1997.
في عام 1998 تم تعيينه قائدا للأكاديمية العسكرية الملكية ساندهيرست وقاد الشعبة الخامسة من 2000 إلى 2003 عندما تقاعد من الخدمة.
عمل دينارو كرئيس لجمعية بولو الجيش من عام 2002 وكان العقيد الفخري لحرس غلوسسترشاير الملكي ويوامنة ويسيكس الملكي من 2003 إلى 2009 فضلا عن كونه عقيد حرس الملكة الملكي من 2004 إلى 2008 قبل تسليمه إلى العميد أندرو بيلامي.

## لاحقا
بعد تقاعده من الجيش البريطاني كان دينارو مستشارا لسلمان بن حمد آل خليفة ولي عهد البحرين من 2003 إلى 2007 ثم انضم إلى الاستشاريين العقاريين الاستراتيجيين ومجموعة التطوير الملهمة في عام 2007. عين نائبا ملازم هيرفوردشير في عام 2008. بعد التقاعد أصبح أيضا وصي على خاصة الأمير وقيم الإسطبل الملكي لتشارلز أمير ويلز.
لا يزال يمكن العثور عليه في مجموعة متنوعة من الأحداث للجيش وعلى وجه الخصوص لرابطة الرفاق القدامى لحرس الملكة الملكي حيث هو معروف للجميع باسم «الفريق الأول آرثر». لا يزال رئيسا لجمعية الأفواج الأيرلندية المشتركة (منذ عام 2003).
منذ ترك الجيش قام دينارو بعدد من الأحاديث العامة والظهور في دعوات وجبات العشاء ويمثل عدد من الجهات بما في ذلك «المتحدثون العسكريون».

## الحياة الشخصية
في عام 1980 تزوج دينارو مارغريت روني أسورث (ماغي) أرملة الرائد مايكل كيلي. أنجبا معا ابن واحد (يعمل في حرس الملكة الملكي اعتبارا من عام 2008) وابنة واحدة وكذلك ابن وابنتان من زواج ماغي الأول.